# Plac Zwycięstwa w Łodzi
Plac Zwycięstwa w Łodzi (do wybuchu II wojny światowej Wodny Rynek) – jeden z najstarszych łódzkich placów. Plac jest otoczony ulicami: Wodną (od wschodu) i Targową (od zachodu).

## Historia
Plac powstał na początku lat 40. XIX wieku wraz z resztą wytyczonej wówczas Nowej Dzielnicy. Zajął teren między posiadłami wodno-fabrycznymi w osadzie włókienniczej Łódka a ogrodami Nowego Miasta i objął obszar lasu ekonomii Łaznów. Karol Scheibler około roku 1865, w północnej części Wodnego Rynku, wybudował istniejące do dzisiaj osiedle robotnicze w postaci szeregu bliźniaczych domów. Po przeciwnej stronie plac sąsiaduje z parkiem Źródliska.

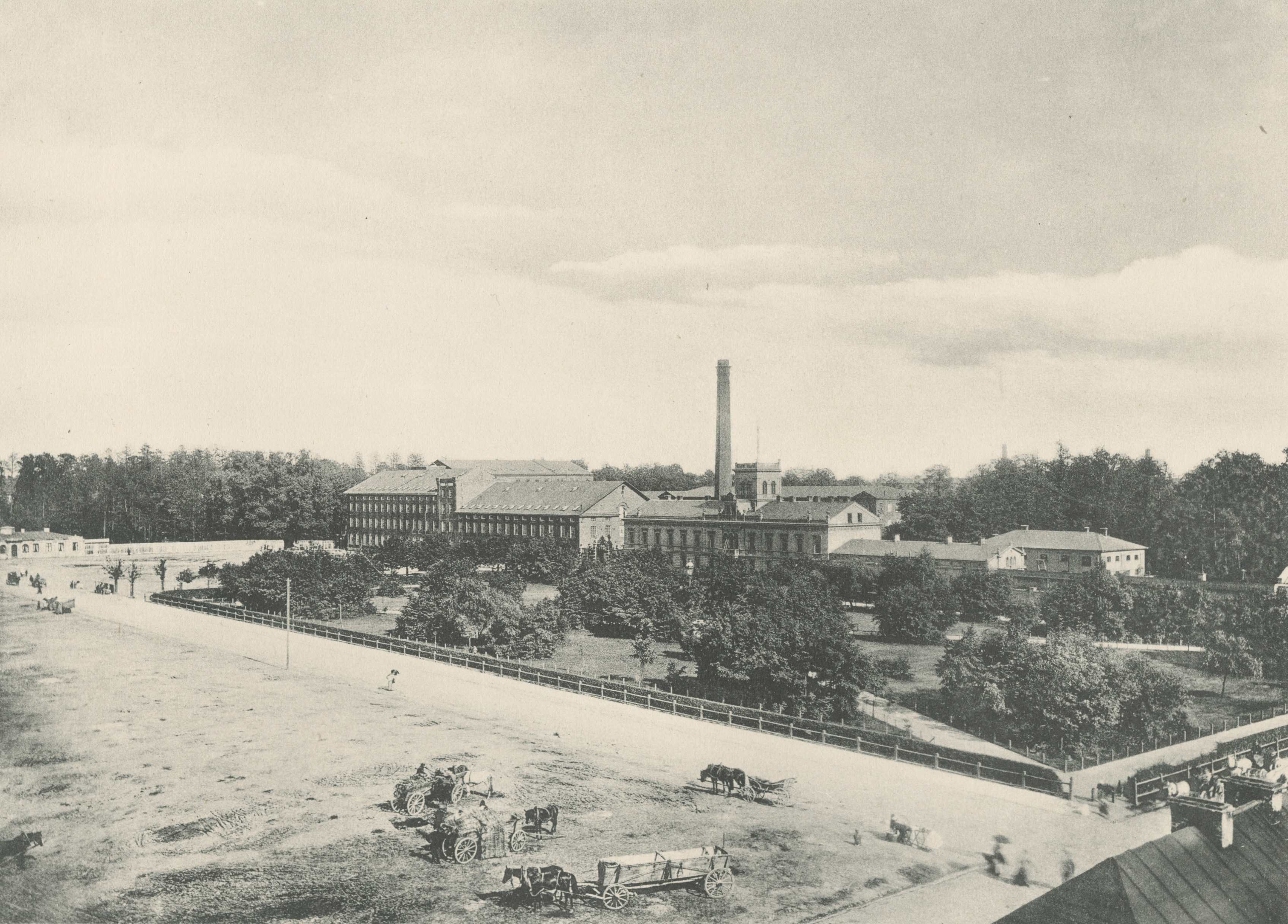
Widok na Wodny Rynek od strony północno-zachodniej, lata 90. XIX wieku. W dalszym planie zabudowania fabryczne i pałac Karola Scheiblera

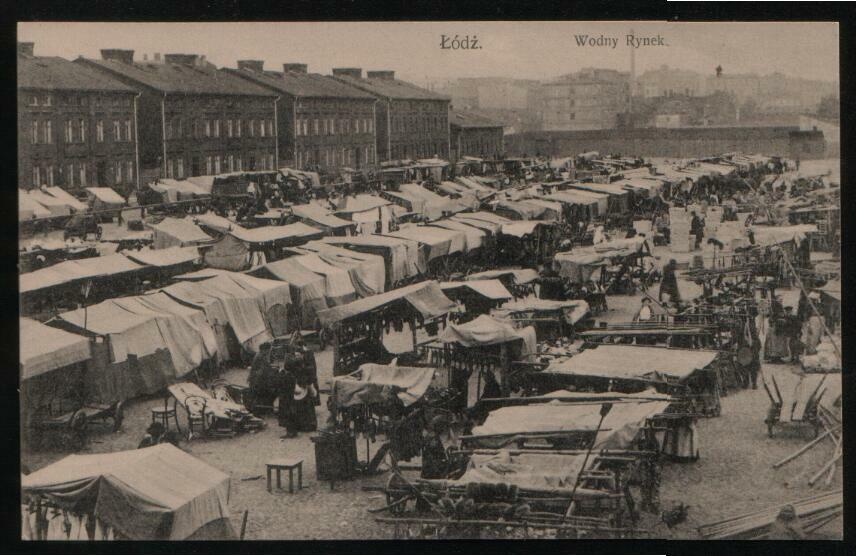
Targ na Wodnym Rynku przed II wojną światową

Plac nie spełnia już dawnej funkcji placu targowego. Został przedzielony na dwie części przez wybudowaną w latach 70. dwujezdniową trasę W-Z (obecnie al. Piłsudskiego). Północna część placu spełnia rolę parkingu. Południowa część, sąsiadująca z parkiem Źródliska, została przekształcona w skwer, któremu w 2009 roku nadano imię Leona Niemczyka. Obie części placu łączy jedynie przejście podziemne, prowadzące także na przystanek tramwajowy na trasie W-Z. Targ został natomiast przeniesiony o ok. 250 metrów na północ, na plac przy ul. Nawrot między ul. Targową a ul. Wodną.
Swoją obecną nazwę uzyskał 8 maja 1945, wtedy to Rada Miejska Narodowa na posiedzeniu uchwaliła dla uczczenia zwycięskiego zakończenia wojny z faszyzmem przemianowanie Wodnego Rynku na Plac Zwycięstwa. W grudniu 2017 wojewoda łódzki w drodze zarządzenia zastępczego nadał placowi Zwycięstwa nową nazwę plac Lecha Kaczyńskiego. Łódzcy radni podjęli decyzję o zaskarżeniu zarządzenia wojewody do Wojewódzkiego Sądu Administracyjnego. Niezależnie od tego faktu, 5 stycznia 2018 roku, na nadzwyczajnej sesji Rady Miejskiej przyjęto uchwałę zmieniającą nazwę z placu Lecha Kaczyńskiego na plac Zwycięstwa. Za przywróceniem dotychczasowej nazwy placu (jednak ze zmianą uzasadnienia nazwy na zwycięstwo Polski nad Rosją Radziecką w wojnie polsko-bolszewickiej w 1920 roku) głosowało 25 radnych, 12 było przeciw. 2 lutego w rozstrzygnięciu nadzorczym wojewoda stwierdził nieważność uchwały.